# Graham (Washington)
Graham és una concentració de població designada pel cens dels Estats Units a l'estat de Washington. Segons el cens del 2000 tenia 8.739 habitants.

## Demografia
Segons el cens del 2000, Graham tenia 8.739 habitants, 2.989 habitatges, i 2.427 famílies. La densitat de població era de 157,5 habitants per km².
Dels 2.989 habitatges en un 42,5% hi vivien nens de menys de 18 anys, en un 68,8% hi vivien parelles casades, en un 7,7% dones solteres, i en un 18,8% no eren unitats familiars. En el 14,3% dels habitatges hi vivien persones soles el 3,7% de les quals corresponia a persones de 65 anys o més que vivien soles. El nombre mitjà de persones vivint en cada habitatge era de 2,92 i el nombre mitjà de persones que vivien en cada família era de 3,2.
Per edats la població es repartia de la següent manera: un 30,3% tenia menys de 18 anys, un 6,7% entre 18 i 24, un 32,5% entre 25 i 44, un 24,1% de 45 a 60 i un 6,4% 65 anys o més.
L'edat mediana era de 35 anys. Per cada 100 dones de 18 o més anys hi havia 98,9 homes.
La renda mediana per habitatge era de 52.824 $ i la renda mediana per família de 55.800 $. Els homes tenien una renda mediana de 45.348 $ mentre que les dones 25.802 $. La renda per capita de la població era de 21.126 $. Aproximadament el 4,4% de les famílies i el 7,6% de la població estaven per davall del llindar de pobresa.

## Poblacions més properes
El següent diagrama mostra les poblacions més properes.